# 立石里站 (忠清北道)
立石里站（：／ Ipseok-ri yeok */?）是太白線沿線的一座鐵路車站，位於韓國忠清北道堤川市松鶴面枾谷里。

## 历史
- 1953年9月21日 - 落成使用。

## 相鄰車站
韓國鐵道公社
太白線
堤川－立石里－雙龍